# 霍托娃國家公園
40°18′13″N 20°24′40″E / 40.30361°N 20.41111°E

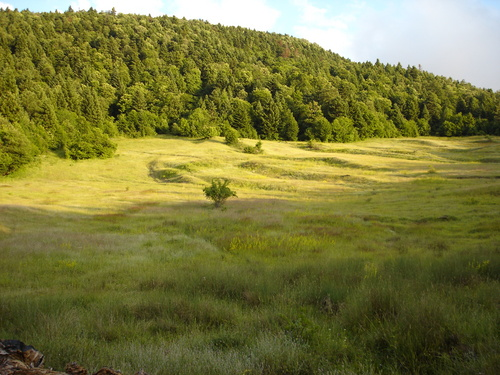

霍托娃國家公園是阿爾巴尼亞的國家公園，位於該國南部，成立於2008年12月17日，面積343.6平方公里，有金雕、雕鴞、倉鴞、白兀鷲、地中海隼等野生動物棲息。